# Marianthus candidus
Marianthus candidus — вид рослин родини Pittosporaceae.

## Назва
В англійській мові має назву «білий маріантус» (англ. white marianthus).

## Будова
Виткий кущ. Листя вузькі до 7 см завдовжки. Квіти білі, з часом рожевіють, бувають притрушені яскравим синім пилком.

## Поширення та середовище існування
Ендемік західної Австралії з ареалом від Перту до Мису Левін.